# 高樹沙耶
高樹 沙耶（たかぎ さや、1963年8月21日 - ）は、日本の政治活動家・元タレント。本名は益戸 育江（ますど いくえ）。静岡県浜松市中央区出身。複数の名義で活動した経歴を持つが、本稿では「高樹沙耶」を名義とする。

## 来歴
小学生3年のとき両親が離婚し、母子家庭で育つ。祖母は美容室を経営。誠心高等学校を中退後、東京都立青山高等学校に編入・卒業。
芸能界を目指すきっかけは、高校時代に原田真二のコンサートを鑑賞した際「私もたくさんの人を幸せにできる仕事をしたい」と思ったことから。17歳で上京し、オスカープロモーション所属のモデルとして活躍。1981年に結成およびデビューした「パンジー」（北原佐和子、真鍋ちえみ、三井比佐子のアイドルユニット）のメンバーとして最終候補の5人に残ったが最終的に落選している。その後、週刊プレイボーイに掲載された高樹のグラビアページを目にしたプロデューサー増田久雄の「この娘を使いたい」という意向で、1983年（公開は1986年）の映画『沙耶のいる透視図』主演女優に抜擢、映画デビューとなった。これを機にオスカーを退社し、映画製作会社『プルミエ・インターナショナル』へ移籍。旧芸名である高樹沙耶の「沙耶」は上述した映画の役名であり、「高樹」は同作品のプロデューサーが画数を調べ名づけた。
1990年代初頭には作詞家としてビーイング所属アーティストへ詞を提供していた。はじめてのおつかいの挿入歌「しょげないでよBaby」の作詞担当を行う。
1998年、中西圭三と結婚するが2000年に離婚。その後ハワイへ移住する。
2002年、フリーダイビング競技の日本大会において水深45mの日本新記録（当時）を樹立。同年11月、ハワイで行われたフリーダイビングW杯では水深53mで日本新記録（当時）を更新した。個人では4位、総合では2位となり銀メダルを受賞。
ハワイ島コナ在住の水中カメラマン兼ダイバーで、フリーダイビングパーソナルコーチを務める菅原真樹と同棲・婚約をする。しかし2004年ごろ、菅原に結婚の意思が見られないことから、婚約を解消し活動拠点を日本へ戻す。その後、オスカープロモーションへ復帰し、芸能活動を再開した。
2008年9月26日、自身の公式ウェブサイトにて、芸名である高樹沙耶から本名の「益戸育江」名義で活動すると宣言。2010年のテレビドラマ『釣り刑事』では益戸育江名義でキャスティングされている。
2011年11月8日、『週刊女性』にて千葉県から沖縄県石垣市に移住していると報じられた。全財産を費やし購入した1500坪の土地に建つコテージ「虹の豆 浮世離れ」を経営管理している。
2012年7月、ブログにて「大麻草検証委員会」の幹事を務めていると公表。同時に「大麻については持続可能な暮らしをサポートする大切な天然資源の一つと以前から思っていました。（大麻は）私個人の感覚からしましては、お酒、たばこ、チョコレートよりも安心で安全で多幸感を得られる、そしてアンチエイジングには最高の植物だと信じております」と大麻の法的規制に反対する立場を示した。この発言は批判を浴び、逮捕のリスクを嫌ったテレビ業界が敬遠するようになったとされる。
同年10月末、オスカープロモーションとの契約を終了し、芸能界を引退。これについて益戸は、オスカーから辞めて欲しいと言われたとしているが、オスカー側は益戸から申し出があったとコメントを出し、双方の言い分に食い違いがある。
2016年10月25日、沖縄県内で大麻を隠し持っていたとして大麻取締法違反（所持）の現行犯で厚生労働省関東信越厚生局麻薬取締部に逮捕され、26日に那覇地方検察庁に送検された。容疑を否認していたが、同時に逮捕された男性容疑者2人のうち1人が「自分のもの」と自供し、数十グラムと多量に押収したこと、また押収物にパイプなど喫煙具が10本以上含まれていると報じられた。その後、益戸は那覇地裁から起訴され、2017年4月27日に懲役1年・執行猶予3年の有罪判決を受けた。同日には会見を開き、大麻を使用した理由を語った。
上述の逮捕に伴い、テレビ朝日で同日放送予定だった『相棒』season7第13話の再放送が急遽season14第12話に変更された。また、朝日放送にて同日放送予定だったseason2の再放送も『新・科捜研の女2』に急遽代替となった。そのほか、同局で28日・31日に放送予定だったseason2の再放送がseason13となるなど、執行猶予期間満了までは益戸出演回の再放送が自粛されていた。
有罪の数か月後、週刊誌にて引き続き石垣島で民泊経営をしていると報じられた。また、同年年末の『バイキング』にてその後が放送された。翌年末の同番組においても現状が報じられ、大麻について語っている。
2018年、カナダでの大麻解禁を支持する旨のツイートが話題となった。
2019年5月に小嶺麗奈と田口淳之介が大麻取締法違反容疑で逮捕された際、人権侵害であるとして同法やメディア報道を非難した。
2024年2月に完成した新型コロナウイルスとワクチン問題について、全国47都道府県で一般市民が弁護士をつけずにレターパックで一斉提訴した実話「レターパック裁判～勇者の証～」（高梨由美監督、脚本）で主演をつとめた。新型コロナの対策に疑義を呈する姿勢に共感し女優復帰を決断した。
2025年5月26日、Xで苗字が益戸から比嘉に変わった事を報告した。

## 政治活動・政策
- 2016年5月10日、第24回参議院議員通常選挙に新党改革より東京都選挙区で出馬することを表明。芸名の「高樹沙耶」で出馬するも[38]落選[39]。
- 選択的夫婦別姓制度に「どちらかといえば反対」[40]。

## 作詞提供
- 栗林誠一郎「Good-bye to you」（1991年）
- AYAKO（清水綾子）「夜の数だけ愛してるから」（1991年）
- B.B.クィーンズ「しょげないでよBABY」（1991年、ドレミファだいじょーぶ収録） - 日本テレビ系『はじめてのおつかい』挿入歌
- 高田純次&近藤房之助「白いブランコでおやすみ」（1992年）
- T-BOLAN「JUST ILLUSION」（1992年）
- KEY WEST CLUB「UNBELIEVABLE」（1992年）

## 出演

### テレビドラマ
- うっかり夫人ちゃっかり夫人（1983年、フジテレビ）
- 銀河テレビ小説（NHK）
  - 新宿ものがたり（1984年）- ユウコ 役
- 25才たち・危うい予感（1984年、日本テレビ）
- 離婚テキレイ期（1984年、TBS）
- 特捜最前線（1985年1月、テレビ朝日）
- 家族ゲーム スペシャル アニキの家庭教師は花の女子大生・なのダ（1985年4月、TBS） - 中森陽子 役
- 夫婦生活（1985年、TBS）
- 金曜女のドラマスペシャル（フジテレビ）
  - 「かけぬける愛」（1985年4月19日）
  - 「西村京太郎サスペンス 寝台特急「はやぶさ」の女」（1987年1月9日）
- 私鉄沿線97分署 第47話「イッキ、イッキで大脱線!?」（1985年、ANB / 国際放映）
- 誇りの報酬 第7話「女を追うなら徹底的に」（1985年、日本テレビ / 東宝） - 西島かおり
- トライアングル・ブルー スペシャル（1986年、テレビ朝日）
- 一休さん・喝! 第1話「涙のウェディングベル・一休VS暴力団」（1986年、テレビ東京）
- 女ふたり捜査官 第11話「はめられた刑事」（1986年、ABC / テレパック）
- 長七郎江戸日記 第1シリーズ 第95話「鶴の恩返し」（1986年、日本テレビ） - お鶴 役
- 土曜ワイド劇場（テレビ朝日）
  - 「小樽殺人事件・北海〜能登〜安曇野・黒揚羽蝶は死の予告!オタモイ岬の女」（1986年10月11日）
  - 「花嫁殺し」（1987年5月2日） - 香織里 役
  - 「密会の宿3・湯けむり旅館連続殺人」（1987年5月23日） - 高田律子 役
  - 「西村京太郎トラベルミステリー14・愛と死の飯田線」（1989年1月14日）
  - 「指名手配」（1989年2月4日)
  - 「女請負人」（2000年7月29日） - 主演・夜須いずみ 役
- 毎度おさわがせしますIII（1987年1月 - 5月、TBS） - 河合小百合 役
- ジャングル（1987年、日本テレビ / 東宝） - 磯崎刑事の恋人・まどか 役
- 同級生は13歳（1987年、フジテレビ） - 木下麗子 役
- 火曜サスペンス劇場（日本テレビ）
  - 「女弁護士 高林鮎子2・L特急あずさ19号逆転の殺意」（1987年8月11日、東映） - 和子 役
  - 「狙われて」（1989年12月12日） - 主演
  - 「1990年六月の花嫁シリーズ3・入籍」（1990年6月19日） - 主演・瑞季 役
  - 「不幸の手紙殺人事件」（1990年12月11日、KUJIRA） - 主演
  - 「眠れぬ夜のために」（1991年10月29日、にっかつ撮影所） - 主演
- ベイシティ刑事 第1話「プールサイドの女」（1987年10月7日、ANB / 東映） - 相川杏子 役
- スターライト・キッズ 新・北斗七星伝説（1988年、TBS）- ちどり 役
- ビートたけしの浅草キッド・青春奮闘編（1988年7月 - 8月、ANB）
- 悪女聖書（1988年8月、TBS） - 主演・根津業子 役
- 名奉行 遠山の金さん 第1シリーズ 第1話「桜吹雪一番手柄」（1988年、ANB / 東映） - お糸 役
- 恋人の歌がきこえる（1989年10月 - 12月、日本テレビ） - ハルカ 役
- 世にも奇妙な物語「整形手術」（1990年、フジテレビ） - 主演
- 想い出にかわるまで（1990年1月 - 3月、TBS） - 水口さやか 役
- 刑事貴族（1990年4月 - 1992年12月、日本テレビ＝東宝） - 青木順子 役
- ナースステーション（1991年1月 - 3月、TBS） - 川北紫雨子 役
- ルージュの伝言 VOL.6「真珠のピアス」（1991年5月8日、TBS） - 主演
- 金曜ドラマシアター 「京都花の艶殺人事件」（1993年1月29日、フジテレビ・東映） - 主演・沢田涼子 役
- 金曜エンタテイメント （フジテレビ）
  - 「山村美紗サスペンス 京都祇園芸妓シリーズ」（1996年3月15日 - 2001年11月9日、東映） - 主演・若菜 役
  - 「デパートガール探偵」（2000年5月） - 主演・天野海香 役
  - 「ピッキングトリオの事件簿」（2001年11月） - 志村留美 役
- 女検事の捜査ファイル（1993年10月 - 12月、テレビ朝日） - 清水園子 役
- 鶴姫伝奇 -興亡瀬戸内水軍-（1993年12月28日、日本テレビ） - 木花 役
- スウィート・ホーム（1994年1月 - 3月、TBS） - 桜井かがり 役
- 江戸の用心棒（1994年、日本テレビ） - おりは 役
- お金がない!（1994年7月 - 9月、フジテレビ） - 柏木麗子 役
- 妊娠ですよ（1994年10月 - 12月、関西テレビ） - 桐原まりこ 役
- ジューン・ブライド（1995年4月 - 6月、TBS） - 根岸冴子 役
- 外科医柊又三郎（1995年7月 - 9月、テレビ朝日） - 島津涼子 役
- 炎の消防隊（1996年4月 - 6月、テレビ朝日） - 田辺夏子 役
- ひとり暮らし（1996年10月 - 12月、TBS） - 和泉田知也子 役
- 炎の奉行 大岡越前守（1997年1月2日、テレビ東京） - たえ 役
- こんな恋のはなし（1997年7月 - 9月、フジテレビ） - 藤村美紗緒 役
- 藤沢周平の用心棒日月抄（1997年7月 - 9月、テレビ朝日 / 東映） - 由亀 役
- ベストパートナー（1997年10月 - 12月、TBS） - 鈴木薫 役
- 君の手がささやいている シリーズ（1997年12月 - 2001年、テレビ朝日、全5章） - 遠藤聡子 役
- 凍りつく夏（1998年7月 - 9月、日本テレビ） - 波多野由香 役
- 板橋マダムス（1998年10月 - 12月、フジテレビ） - 清水麻美 役
- あぶない放課後 （1999年4月 - 6月、テレビ朝日） - 夏木良子 役
- 果つる底なき（2000年2月、フジテレビ） - 伊木史子 役
- ショカツ（2000年4月 - 6月、フジテレビ） - 椎名みつよ 役
- 相棒 pre season 第1話 - season10 第1話（2000年6月 - 2011年10月、テレビ朝日） - 宮部たまき 役
- 女と愛とミステリー「愛するあまり～樹海の失踪殺人事件～」（2000年8月1日、テレビ東京） - 林美和 役
- 月曜ゴールデン「釣り刑事〜竿に掛かった大悪党!!〜」（2010年9月6日、TBS） - 鈴木牧恵 役

### テレビ番組
- オールナイトフジ レギュラー（1986年10月 - 1987年10月）
- わいわいスポーツ塾（1987年10月-1992年9月、TBS） - レギュラー
- 料理バンザイ! （1998年4月 - 2000年12月、テレビ朝日）
- ハピふる! （2007年10月1日 - 2008年9月26日、フジテレビ） - MC
- 高樹沙耶のオレゴン・ネイチャー探訪（旅チャンネル）
- ものまね王座決定戦（フジテレビ） - 審査員
- あさイチ（NHK） - 旬旅・旅人
- そこまで言って委員会NP（2016年7月31日、読売テレビ） - パネリスト

### 映画
- チ・ン・ピ・ラ（1984年、東宝） - 長崎裕子 役
- 沙耶のいる透視図（1986年）、ヘラルド・エース） - 主演・北村沙耶 役
- 世にも奇妙な物語 映画の特別編「結婚シミュレーター」（2000年、東宝） - 高城小夜子 役
- スマイル 聖夜の奇跡 （2008年、東宝） - 篠原礼子 役
- 相棒 -劇場版- 絶体絶命! 42.195km 東京ビッグシティマラソン（2008年、東映） - 宮部たまき 役
- 相棒シリーズ 鑑識・米沢守の事件簿（2009年、東映） - 宮部たまき 役
- 相棒 -劇場版II- 警視庁占拠! 特命係の一番長い夜（2010年、東映） - 宮部たまき 役
- レターパック裁判～勇者の証～(2024年）主演

### CM
- ヤクルト きになる野菜（1990年）
- 花王 エキセリン（1993年）

### ゲーム
- 相棒DS（2009年、テクモ） - 宮部たまき 役

## 書籍
- デラべっぴん No.13（1986年12月号、英知出版）表紙
- ハートウォーミング 高樹沙耶セーターブック（1999年、雄鶏社）ISBN 4277113370
- しあわせさがし You are never lost（1999年、トラベルジャーナル）ISBN 489559453X
- マイ ブルー ヘヴン（2003年、毎日新聞社）ISBN 4620316431
- 心の楽園に住む（2004年、集英社be文庫）ISBN 4086500671
- 贅沢な暮らし—衣食住が育む「心のラグジュアリー」（2007年、エクスナレッジ）ISBN 4767806941
- ホーリープラント 聖なる暮らし（2012年12月、明窓出版）ISBN 4896343204
- 大麻と私 (2024年10月、三和出版) ISBN 4862515657

## 写真集
- 高樹沙耶 メガロポリス・トーキョー （1998年、小学館、篠山紀信撮影）ISBN 4093947678

## DVD
- シンフォレストDVD 高樹沙耶プロデュース Sirena[シレーナ] （2007年4月、シンフォレスト）